# Gaston Bélier

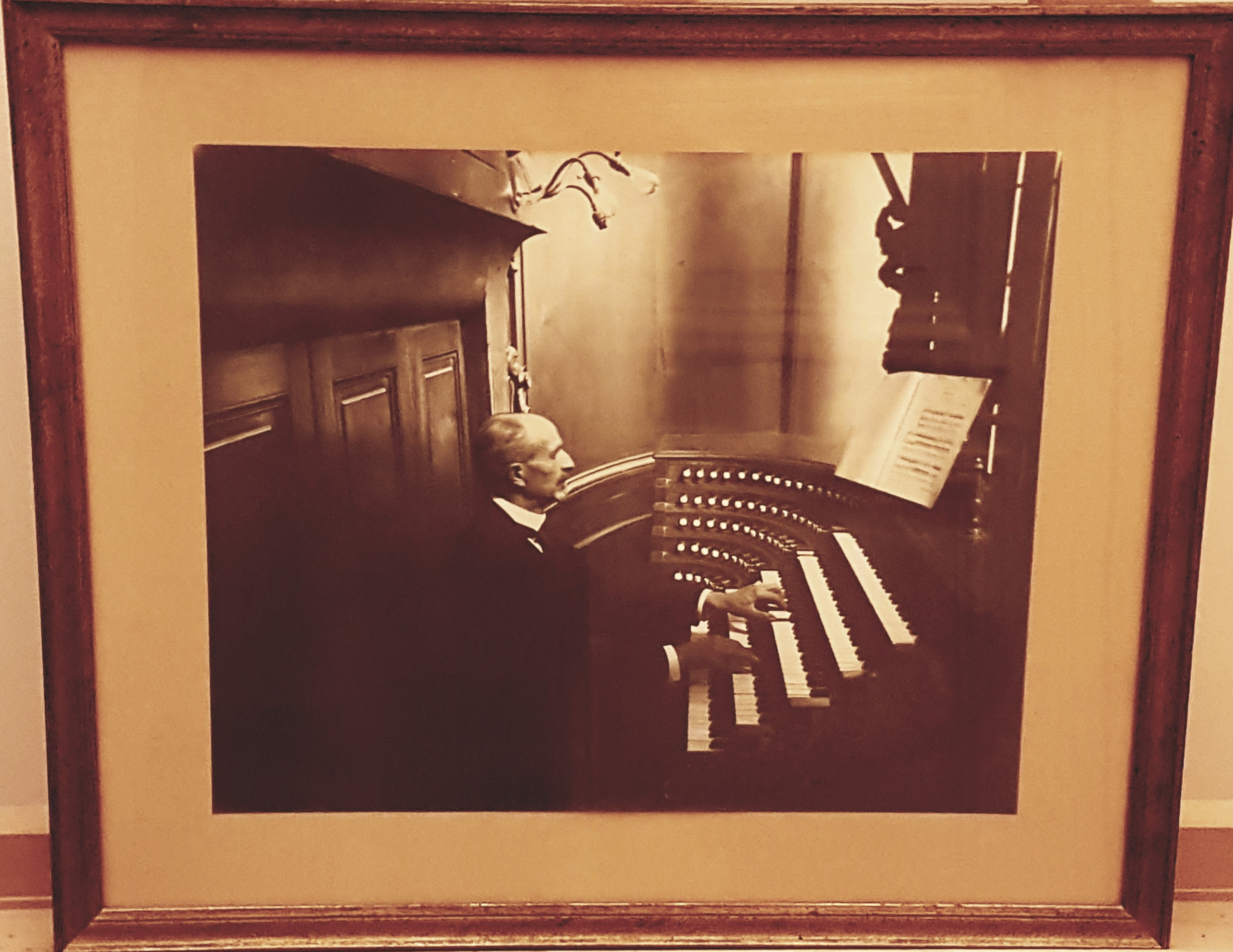
Gaston Bélier

Gaston Bélier (* 1863; † 1938) war ein französischer Organist.

## Leben
Bélier war Organist an der 1966 zur Kathedrale erhobenen Pfarrkirche von Saint-Maclou de Pontoise (Titularorganist seit 1892) und um 1927 an St. Ferdinand-des-Ternes in Paris (17. Arrondissement). 1927 war er mit der Renovierung und Erweiterung der Orgel von La Madeleine in Paris (8. Arrondissement) befasst, 1930 beteiligte er sich an dem von Victor Gonzalez durchgeführten Umbau der Orgel des Karmeliterklosters St. Joseph von Pontoise.
Als Komponist hinterließ er eine Toccata pour Grand Orgue, die erstmals 2006 im Rahmen einer Einspielung von Philippe Bardon, Nachfolger Beliers als Titularorganist von Saint-Maclou, einer größeren Öffentlichkeit bekannt gemacht wurde.

## Diskographie
- Philippe Bardon (an der Orgel von Saint-Maclou): Un récital d’orgue à Pontoise (EMA 9509), mit Werken von J. S. Bach, Nicolas de Grigny, Michel Corrette, W. A. Mozart, Felix Mendelssohn, César Franck, Gaston Bélier, Jehan Alain und Olivier Messiaen